# Estación Ancaján
Ancaján era una estación ferroviaria del Departamento Choya, en la provincia de Santiago del Estero, Argentina.
En esa zona se encuentra la localidad de Ancaján. Formaba parte del Ramal CC21 de la red ferroviaria argentina, y del Ferrocarril General Belgrano.